# Alles, was von Gott geboren

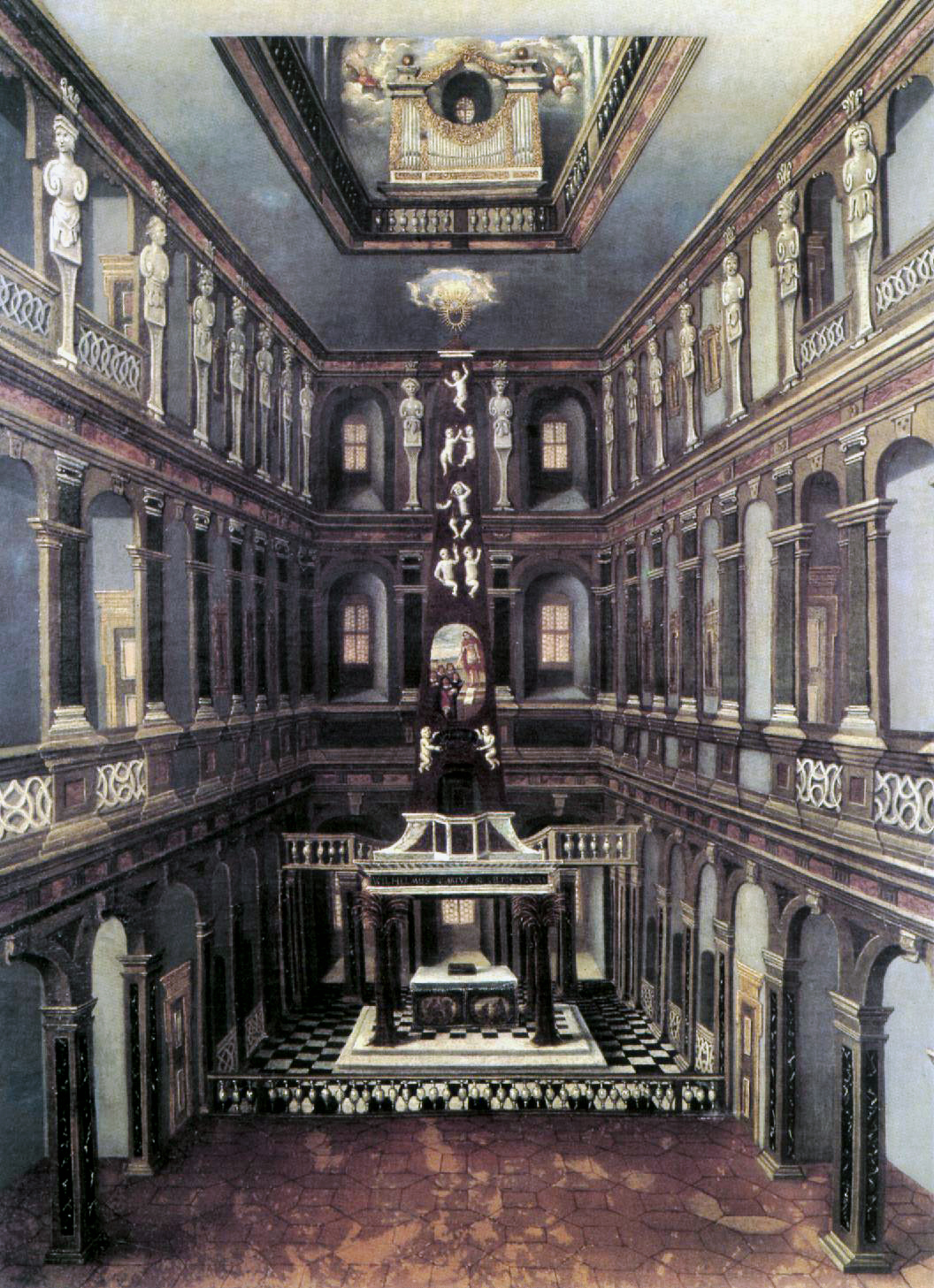
Schlosskirche in Weimar (um 1660)

Alles, was von Gott geboren ist eine Kirchen-Kantate von Johann Sebastian Bach (BWV 80a). Er komponierte sie 1715 oder 1716 in Weimar für den Sonntag Oculi, den dritten Fastensonntag. Die Musik ist verschollen, doch Bach benutzte vier Sätze für seine spätere Choralkantate für das Reformationsfest, Ein feste Burg ist unser Gott, BWV 80.

## Geschichte und Worte
Bach komponierte die Kantate in Weimar für den Sonntag Oculi. Ihre Musik ist verschollen. Die vorgeschriebenen Lesungen für den Sonntag waren Eph 5,1–9 , „Ermahnung zu reinem Lebenswandel“, und Lk 11,14–28 , „Er treibt die Teufel aus durch Beelzebub“. Der Kantatentext von Salomon Franck wurde 1715 in „Evangelisches Andachts-Opffer“ veröffentlicht. Der Text des ersten Satzes wandelt 1 Joh 5,4  ab, „Denn alles, was von Gott geboren ist, überwindet die Welt“. Der Schlusschoral ist die zweite Strophe von Martin Luthers Lied Ein feste Burg ist unser Gott.
Als vermutetes Datum der ersten Aufführung schlug Alfred Dürr den 24. März 1715 vor, Klaus Hofmann dagegen den 15. März 1716.
In Leipzig konnte Bach die Musik nicht zum vorgesehenen Anlass aufführen, da während der Passionszeit tempus clausum eingehalten wurde. Er erweiterte sie um 1730 zu seiner Choralkantate zum Reformationsfest Ein feste Burg ist unser Gott, BWV 80. Aus den ersten beiden Sätzen, Arie und Rezitativ, entwickelte er die Sätze 2 und 3 des späteren Werks, aus den Sätzen 4 und 5, Rezitativ und Arie, die Sätze 6 und 7.

## Aufbau
1. Aria: Alles, was von Gott geboren
2. Recitativo: Erwäge doch, Kind Gottes, die so große Liebe
3. Aria: Komm in mein Herzenshaus
4. Recitativo: So stehe denn bei Christi blutgefärbten Fahne
5. Aria: Wie selig ist der Leib
6. Chorale: Mit unser Macht ist nichts getan

## Musik
Obwohl die Musik verloren ist, kann aus BWV 80 auf sie geschlossen werden. Die erste Arie enthielt vermutlich einen instrumentalen cantus firmus der Liedmelodie Ein feste Burg ist unser Gott, die in BWV 80 vom Sopran auf den Text der zweiten Strophe gesungen wird. Beide Rezitative beginnen secco und enden als Arioso. Das erste hebt dadurch den Text „daß Christi Geist mit dir sich fest verbinde“ hervor, das zweite „dein Heiland bleibt dein Hort“. Der Schlusschoral ist ein schlichter vierstimmiger Satz.
2010 fand die Erstaufführung einer Rekonstruktion des Bach-Collegium Zürich, die in Zusammenarbeit mit dem Bach-Archiv Leipzig entstand, statt. Es sangen Marni Schwonberg, Ulrike Andersen, Bernhard Hunziker, Dominik Wörner unter der Leitung Hunzikers.